# Tratame bien
Tratame bien fue una serie de televisión que se emitió en Argentina desde el 15 de abril al 23 de diciembre de 2009 por El Trece. Fue producida por Pol-ka. Escrita por Pablo Lago y Susana Cardozo. Dirigida por Daniel Barone. Protagonizada por Julio Chávez y Cecilia Roth. Coprotagonizada por Cristina Banegas, María Onetto, Guillermo Arengo, Martín Slipak y  María Alché. También, contó con la actuación especial del primer actor Norman Briski. Y las participaciones estelares de Federico Luppi y Chunchuna Villafañe.
Las temáticas del programa giraban principalmente alrededor de la terapia de pareja. Allí, el  espectador veía cómo funciona el tratamiento, situación que genera mucha curiosidad y que pocas veces se puede presenciar aún en la ficción.
Se pudo ir apreciando como las historias de los personajes, tanto las propias infantiles, como la de sus ancestros, determinaban el modo de relacionarse, sus dificultades, frustraciones y carencias. Todas ellas se fueron develando en el transcurso de las sesiones en los sucesivos capítulos.
La serie fue aclamada por el público y la crítica recibiendo un total de ocho Premios Martín Fierro, incluyendo el Martín Fierro de Oro, el máximo galardón que otorga la Asociación de Periodistas de la Televisión y la Radiofonía Argentinas (APTRA).

## Sinopsis
La pareja integrada por José y Sofía llevan conviviendo 22 años cuando advierten que su matrimonio atraviesa una crisis. La actividad laboral de José se encuentra en una cadena de jugueterías que fuera fundada por su padre que se encuentra en virtual bancarrota; por su parte Sofía,  se encuentra disconforme con su trabajo pese a que le va bien en el mismo y se está replanteando su vida. Deciden entonces realizar una terapia de pareja, tal como les aconsejan sus respectivos terapeutas.

## Elenco
Intervinieron en este programa los siguientes intérpretes:
- Julio Chávez como José Chokaklian
- Cecilia Roth como Sofía
- Cristina Banegas como Clara Lombardo
- María Onetto como Elsa Lipis
- Norman Briski como Arturo Salinas
- Guillermo Arengo como Hernán Chokaklian
- Martín Slipak como Damián
- María Alché como Helena
- Federico Luppi como Moncho
- Chunchuna Villafañe como Mecha
- Mónica Cabrera como Rosa
- Alfredo Casero como Nacho
- Mario Moscoso como Laurencio
- Leonor Manso como Mabel
- Leticia Brédice como Sabrina
- Daniel Fanego como Carlos
- Fabián Vena como Ezequiel
- Juan Minujín como Mauricio
- Noemí Frenkel como Nora
- María Carámbula como Caro
- Alejo Ortiz como Nahuel
- Griselda Siciliani como Denise
- Ana Garibaldi como Laura
- Paloma Contreras como Gisela
- Denise Nenezian como Isabela
- Mireia Gubianas como Montse
- Elvira Villarino como Evelyn
- Héctor Bidonde
- Luis Margani
- Paulina Rachid
- Ariel Staltari

## Valoración
El programa fue considerado uno de los mejores unitarios de la televisión del país, “exquisito, hondo, comprometido, visceral y sanguíneo. Un festival de los vínculos familiares”, que se destacó por adentrarse en el mundo de los sicoanalistas, tanto en sus sesiones individuales como en las “intensas y emocionales sesiones de pareja”.
Diez años después de su estreno, el crítico Luis Buero destacó porqué la sencilla trama del programa había logrado una identificación con el público y valiosos premios. Puntualizó también que además de la trama principal, también estaban incluidos temas y problemáticas como la violencia de género, la drogadicción, la prostitución, entre otros, que conservaban actualidad una década después “y gracias a un guion claro, ágil y muy logrado, logró que pensemos que cualquier personaje podría ser un amigo nuestro, un familiar o incluso nosotros mismos.”
La obra fue citada incluso en notas periodísticas de psicología.
Otras notas alabaron las buenas actuaciones de los actores intervinientes y puntualizaron que ninguno de los integrantes de la pareja protagonista representa una maquieta pues “ni ella asume el papel de la pobre mujer engañada, ni él se presenta como el victimario. Cada uno de ellos tiene tantos matices, que los dos se vuelven creíbles, posibles y hasta generan esa cuota de simpatía y humor necesaria en una historia que, por el tema y el tono, puede ser angustiante.

## Premios y nominaciones

### Premios Martín Fierro[8][9]
| Año  | Premio        | Categoría                               | Receptor/a                  | Resultado |
| ---- | ------------- | --------------------------------------- | --------------------------- | --------- |
| 2009 | Martín Fierro | Mejor unitario                          | Tratame bien                | Ganador   |
| 2009 | Martín Fierro | Mejor actor de unitario y/o miniserie   | Julio Chávez                | Ganador   |
| 2009 | Martín Fierro | Mejor actriz de unitario y/o miniserie  | Cecilia Roth                | Ganadora  |
| 2009 | Martín Fierro | Mejor actor de reparto en drama         | Norman Briski               | Nominado  |
| 2009 | Martín Fierro | Mejor actor de reparto en drama         | Martín Slipak               | Nominado  |
| 2009 | Martín Fierro | Mejor actriz de reparto en drama        | Cristina Banegas            | Ganadora  |
| 2009 | Martín Fierro | Mejor participación especial en ficción | Federico Luppi              | Ganador   |
| 2009 | Martín Fierro | Mejor participación especial en ficción | Leonor Manso                | Nominada  |
| 2009 | Martín Fierro | Mejor participación especial en ficción | Leticia Brédice             | Nominada  |
| 2009 | Martín Fierro | Mejor actor revelación                  | Guillermo Arengo            | Nominado  |
| 2009 | Martín Fierro | Mejor autor / libretista                | Pablo Lago y Susana Cardozo | Ganadores |
| 2009 | Martín Fierro | Mejor director                          | Daniel Barone               | Ganador   |
| 2009 | Martín Fierro | Mejor tema musical original             | Fito Páez                   | Nominado  |
| 2009 | Martín Fierro | Martín Fierro de Oro                    | Tratame bien                | Ganador   |

### Premios Clarín[10]
| Año  | Premio         | Categoría              | Receptor/a    | Resultado |
| ---- | -------------- | ---------------------- | ------------- | --------- |
| 2009 | Premios Clarín | Mejor ficción unitaria | Tratame bien  | Ganador   |
| 2009 | Premios Clarín | Mejor actor de drama   | Julio Chávez  | Ganador   |
| 2009 | Premios Clarín | Mejor actor de drama   | Norman Briski | Nominado  |
| 2009 | Premios Clarín | Mejor actriz de drama  | Cecilia Roth  | Nominada  |
| 2009 | Premios Clarín | Revelación masculina   | Martín Slipak | Ganador   |
| 2009 | Premios Clarín | Mejor director         | Daniel Barone | Ganador   |
| 2009 | Premios Clarín | Mejor musicalización   | Tratame bien  | Ganador   |